# دهستان خاتود
دهستان خاتود (به لاتین: Khatoed Gewog) یک دهستان در کشور بوتان است که در ناحیهٔ گاسا واقع شده‌است.